# ジュムガルベク・アマンバエフ
ジュムガルベク・アマンバエフ（1946年2月2日 - 2005年2月11日）は、キルギスの政治家。

## 生涯
ナルイン州ジュムガル地区チャエク村出身。1966年、キルギス農業大学、1985年、ソ連共産党中央委員会附属社会科学アカデミーを卒業。生物科学博士。
キルギス畜産・獣医科学研究所の試験場の畜産技手、研究生、オシュ州国営種畜牧場長、キルギス共産党オシュ州委員会課副主任、主任として働く。1978年～1985年、党アライスキー地区委員会第一書記、州委員会書記。1988年～1991年、党中央委員会書記。1988年～1991年、党イスイク・クラ州委員会第一書記。1989年～1994年、最高会議代議員。1990年～1991年、州会議議長。1990年10月25日、最高会議での大統領選挙に立候補したが敗北。1991年4月～8月、党中央委員会第一書記。
1989年～1991年、ソ連人民代議員。第12期キルギスタン最高会議代議員。1991年、ソ連共産党中央委員会委員、政治局員。
1992年、キルギス共和国センター「アグロビジネス」所長顧問。1993年～1995年、副首相。
2005年2月10日、支持者との会見中に体調不良を訴え、翌日心不全で死去。

## パーソナル
妻帯、1男1女を有する。
労働赤旗勲章、名誉記章勲章を受章。キルギスタン功労畜産技手。